# Quần đảo Mariana

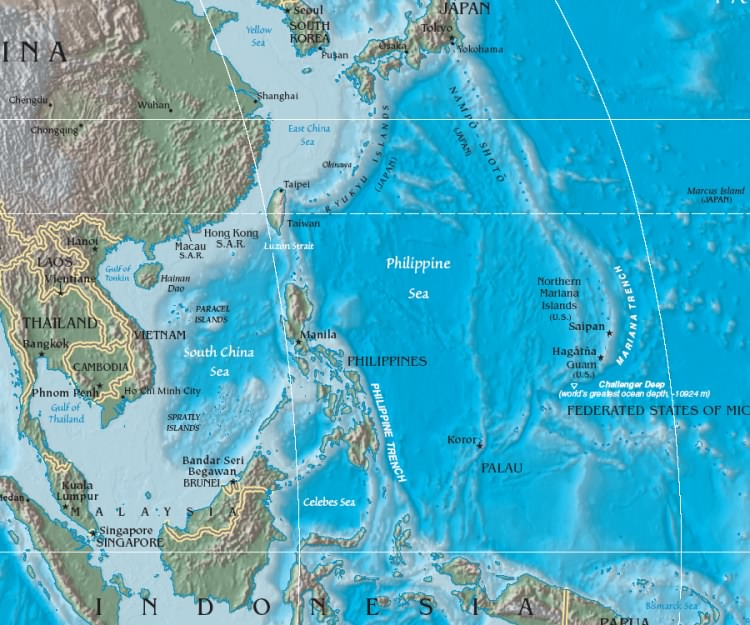
Quần đảo Mariana ở bên phải bản đồ, phía đông biển Philippine, và ở phía tây của vực Mariana

Quần đảo Mariana là một quần đảo hình vòng cung của Mỹ, nó được tạo thành bởi 15 ngọn núi lửa ở phía tây bắc Thái Bình Dương từ 12 đến 31 độ vĩ bắc và dọc theo kinh tuyến 145 về phía đông. Quần đảo ở tại phía nam Nhật Bản và phía bắc New Guinea, và về phía đông của biển Philippines. Cuối phía nam của chuỗi quần đảo Mariana là đảo Guam. Quần đảo được đặt theo tên của Vương hậu Tây Ban Nha Maria Anna của Áo vào thế kỷ 17, khi Tây Ban Nha bắt đầu thuộc địa hóa quần đảo này.
Những hòn đảo là một phần của một cấu trúc địa chất được gọi là hệ thống Izu-Ogasawara-Mariana Arc, và có độ tuổi từ 5 triệu năm tuổi ở phía bắc đến 30 triệu năm tuổi ở phía nam (Guam). Các chuỗi đảo được kiến tạo như là kết quả của rìa phía tây của mảng Thái Bình Dương di chuyển về phía tây và chìm xuống dưới mảng Mariana. Ngay phía đông của chuỗi đảo, Vực Mariana là nơi sâu nhất của Trái Đất và phần thấp nhất của lớp vỏ Trái Đất. Trong khu vực này, theo lý thuyết địa chất, nước bị mắc kẹt trong các đứt gãy sâu rộng của mảng Thái Bình Dương
Quần đảo Mariana là phần phía bắc của nhóm đảo Micronesia, mặc dù chủ quyền của nhóm đảo thuộc về nhiều bên khác nhau nhưng chúng có chung các đặc điểm về địa lý. Hiện nay, quần đảo Marianas gồm hai khu vực lãnh thổ của Hoa Kỳ: Lãnh thổ Guam và Khối thịnh vượng chung của Quần đảo Bắc Mariana.

## Mô tả

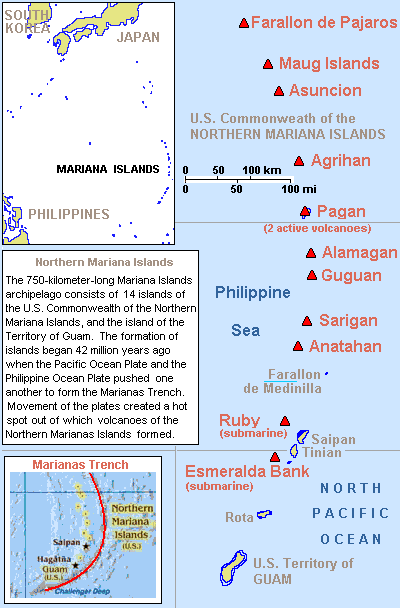
Các núi lửa ở Quần đảo Mariana

Quần đảo Mariana là phần phía nam của dãy núi ngầm kéo dài 2.519 km (1.565 dặm) từ Guam đến gần Nhật Bản. Về địa lý, quần đảo Mariana là các hòn đảo cực bắc của một nhóm lớn hơn gọi là đảo Micronesia.
Quần đảo Mariana có tổng diện tích 1.007 km ² (389 dặm vuông). Gồm 2 bộ phận:
- Guam là một lãnh thổ của Hoa Kỳ.
- Quần đảo Bắc Mariana (bao gồm cả các đảo Saipan, Tinian và Rota) tạo thành một Thịnh vượng chung thuộc Hoa Kỳ.

Về địa lý quần đảo bao gồm hai nhóm, một nhóm mười của đảo núi lửa chính phía bắc, trong đó chỉ có bốn đảo (Agrihan, Anatahan, Alamagan và Pagan) là có người sinh sống; và phía nam là năm đảo san hô đá vôi (Rota, Guam, Aguijan, Tinian và Saipan), tất cả đều có dân ngoại trừ Aguijan. Trong nhóm núi lửa phía bắc độ cao tối đa khoảng 820 mét (2.690 ft), có những miệng núi lửa vẫn có dấu hiệu hoạt động, và động đất không phải là không phổ biến. Các hòn đảo phía nam có các rạn san hô ven bờ biển với độ cao thấp.
Tất cả các đảo ngoại trừ Farallon de Medinilla và Farallon de Pajaros hay còn gọi là Uracas (trong nhóm phía bắc) ít nhiều có mật độ cây cối rậm rạp, và thảm thực vật dày đặc, giống như quần đảo Carolines, và cũng như Philippines, là nơi bắt nguồn của các loài thực vật trên quần đảo. Trên hầu hết các đảo có nguồn cung nước dồi dào. Hệ động vật của quần đảo Mariana, mặc dù ít về số lượng và tính đa dạng, cũng tương tự như quần đảo Carolines, và có một số loài được bản địa ở cả hai nhóm đảo. Khí hậu ẩm ướt trong khi nhiệt độ bị kiềm chế bởi các cơn gió mậu dịch nên quần đảo có nhiệt dộ thấp hơn Philippines, sự biến đổi của nhiệt độ không lớn.